# Pastrana (Leyte)
Pastrana è una municipalità di quinta classe delle Filippine, situata nella Provincia di Leyte, nella Regione di Visayas Orientale.
Pastrana è formata da 29 baranggay:
- Arabunog
- Aringit
- Bahay
- Cabaohan
- Calsadahay
- Cancaraja
- Caninoan
- Capilla
- Colawen
- District 1 (Pob.)
- District 2 (Pob.)
- District 3 (Pob.)
- District 4 (Pob.)
- Dumarag
- Guindapunan

- Halaba
- Jones
- Lanawan
- Lima
- Lourdes
- Macalpiay
- Malitbogay
- Manaybanay
- Maricum
- Patong
- Sapsap
- Socsocon
- Tingib
- Yapad